# Уинлок, Анна
Анна Уинлок (1857—1904) — американский астроном и вычислитель, одна из первых участниц женской группы вычислителей, известной как «Гарвардские вычислители». Составила наиболее полный каталог звёзд, расположенных вблизи северного и южного полюсов. Её также помнят за её расчеты и исследования астероидов. В частности, она делала расчеты по астероидам (433) Эрос и (475) Окльо.

## Ранние годы
Родилась 15 сентября 1857 года в Кембридже, штат Массачусетс, в семье астронома Джозефа Уинлока и Изабеллы Лейн. В детстве Уинлок начала проявлять интерес к математике и греческому языку. Отец привил ей интерес к астрономии. Пошла по стопам отца, став одной из первых женщин-астрономов обсерватории Гарвардского колледжа.

## Обсерватория
После смерти[уточнить] обратилась в обсерваторию Гарвардского колледжа в поисках работы в группе расчётов. Директор обсерватории пожаловался, что не может обработать данные, так как не хватает средств для найма дополнительных сотрудников. Уинлок предложила выход за счет сокращения количества обрабатываемых наблюдений. Ей предложили ставку за вычисления в 25 центов в час. Уинлок сочла условия подходящими и приступила к работе.

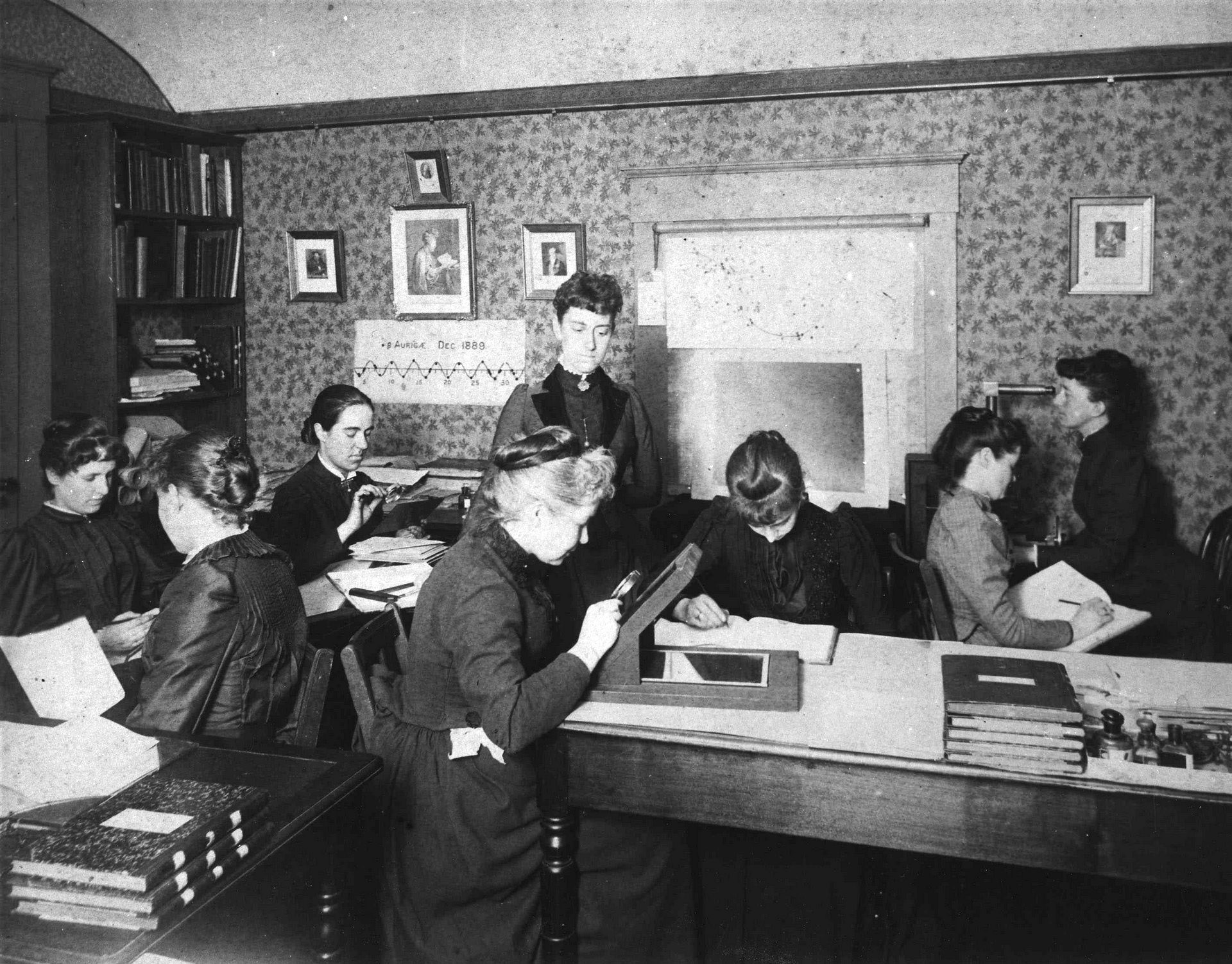
Женщины-вычислители из группы Эдварда Пикеринга («гарем Пикеринга»)

Вскоре к ней присоединились ещё три женщины-вычислителя; в шутку их стали называть «Гарем Пикеринга» (на илл.). Уинлок и её коллеги показали, что способны работать в астрономии наравне с мужчинами.

## Основные результаты
За свою тридцатилетнюю карьеру в обсерватории Гарвардского колледжа Уинлок внесла вклад во многие проекты. Её самый значительный вклад заключался в постоянной работе по сокращению времени обработки наблюдений меридианных кругов. В прошлом под руководством её отца обсерватория участвовала в международном в проекте по подготовке всеобъемлющего звёздного каталога. Проект был разделён на секции или зоны кругами, параллельными небесному экватору. Уинлок начал работать над участком под названием «Кембриджская зона». За двадцать лет её группа внесла значительный вклад в Астрономический каталог общества, который содержит информацию о более чем ста тысячах звезд и которым пользуются многие обсерватории во всём мире. Помимо работы над Кембриджской зоной, она также участвовала во многих других проектах. Под её руководством был создан сборник Astronomische Gesellschaft Katalog (сборник таблиц, определяющих положение переменных звёзд в скоплениях) в 38 томах.